# Стааль, Егор Егорович
Барон Егор Егорович Стааль (нем. Georg Friedrich Karl Freiherr von Staal, 1822—1907) — российский дипломат, действительный тайный советник (28.05.1886), в 1884—1902 годах — посол в Великобритании.

## Биография
Происходил из балтийско-немецкого рода Стааль, в 1684 году получившего от Карла XI шведское дворянство. В 1747 году род внесён в матрикул Эстляндской губернии. Высочайшим указом от 25 апреля 1901 года Е. Е. Стаалю и его брату Карлу Фридриху разрешено пользоваться баронским титулом Российской империи. Вероисповедание лютеранское.
Отец — Егор Фёдорович Стааль (Георг Йохан фон Стааль) (1777—1862) состоял в 4-й драгунской дивизии (1815—1816), генерал, в отставке с 1813 года. Мать — Амалия Юлиана урождённая фон Лилиенфельд (1801—1861). Братья и сестры:
- Элизабет Кристина (1819—1891)
- Амалия София Аделаида (1820—1910) её муж: Юстус Николаус Рипке обер-пастор кирхи святого Николая в Ревеле.
- Отто Виктор (1824—1907), майор
- Николай (Николаус Александр (1828—1906), начальник штаба 7-й кавалерийской дивизии (1868—72), командир 6-го гусарского полка, помощник представительства Следственной комиссии Царства Польского (1873—1882)
- Элизабет Елена (1834—?) — фрейлина великой княгини Елены Павловны
- Карл Рудольф (1842—1925).

Георг фон Стааль родился в имении Райкюль Ревельского уезда Эстляндской губернии. Окончил в 1843 году Московский университет. 18 января 1845 года был определён в Азиатский департамент Министерства иностранных дел канцелярским чиновником с чином губернского секретаря приказом от 1 февраля 1846 года. 18 Февраля 1846 года назначен младшим помощником столоначальника, а 15 сентября 1848 года — старшим помощником столоначальника. С 18 сентября 1850 года — помощник секретаря миссии в Турции.
8 июня 1853 года командирован в войска, назначен для занятия Дунайских княжеств. В кампании 1854 года против турок участвовал 16 января в движении маловалахского отряда к селам Гуния и Модловит около города Кэлэраши, 17 января в рекогнсцировке кэлэрашских укреплений под начальством своего будущего тестя М. Д. Горчакова и движении к крепости Силистрии для рекогнсцировки под начальством главнокомандующего князя И. Ф. Паскевича. 18 марта отправлен из Бухареста в Вену с депешами к российскому посланнику барону П. К. Мейендорфу.
2 мая вернулся в главную квартиру действующей армии с депешами к Паскевичу. 18 декабря назначен состоять по Министерству иностранных дел. В кампании 1855 года против союзных войск с 12 марта состоял при главнокомандующем военно-сухопутными и морскими силами в Крыму князе М. Д. Горчакове, с 22 мая по 14 сентября находился при нём на Инкерманских высотах под Севастополем, а 4 августа — в сражении на Чёрной речке.

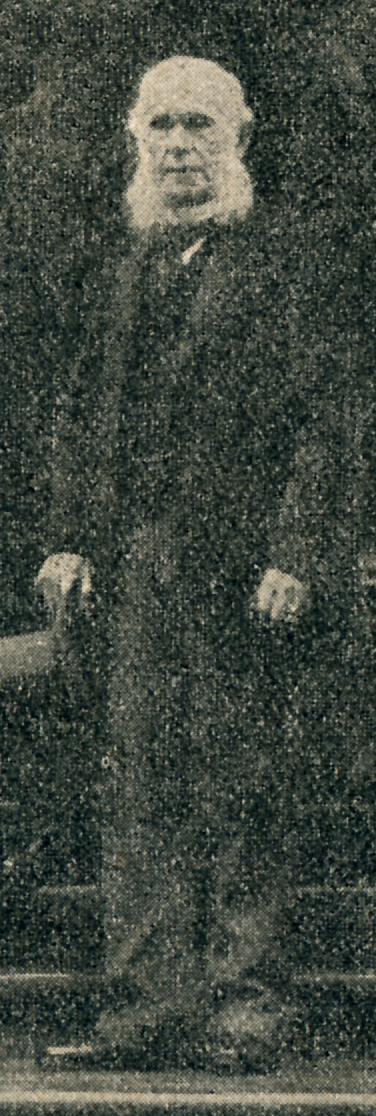
Барон Стааль, 1899.

31 октября 1857 года командирован в Бухарест для исполнения обязанностей секретаря генерального консульства. С 1 января 1859 по 29 сентября 1861 года старший секретарь миссии в Греции. 29 сентября 1861 года оставлен в Министерстве иностранных дел; 14 марта 1862 года назначен старшим секретарём миссии в Турции. 16 ноября 1864 года назначен советником миссии, а 30 августа 1869 года пожалован званием камергера.
С 6 марта 1871 по 27 марта 1884 года чрезвычайный посланник и полномочный министр в Вюртемберге, (вступил в должность 5 мая 1871). С 22 марта 1883 по 27 марта 1884 года чрезвычайный посланник и полномочный министр в Баварии; с 5 мая 1883 по 27 марта 1884 года в Бадене и Гессене.
С 27 марта 1884 по 30 августа 1902 года — чрезвычайный и полномочный посол в Великобритании. Занимался урегулированием двусторонних отношений после боя на Кушке. В 1884—1885 вёл переговоры и 29 августа 1885 года подписал протокол о северо-западной границе Афганистана. Обмен нотами с министром иностранных дел Великобритании лордом Кимберли вошёл в историю как «Третье русско-английское соглашение по Средней Азии».

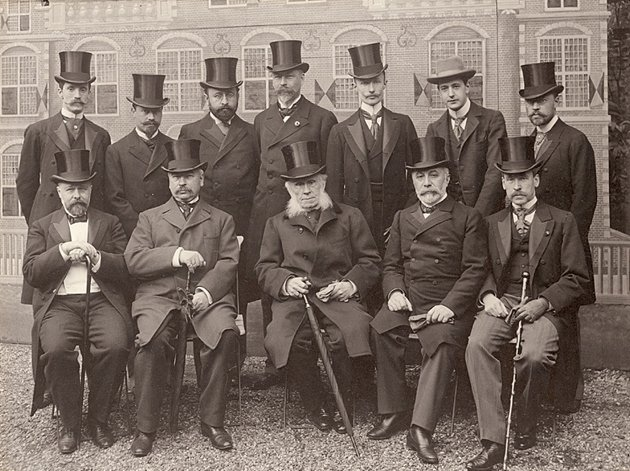
Российская делегация на Гаагской конференции 1899 года. Е. Е. Стааль сидит третьим слева.

В 1895 году отклонил предложение возглавить Министерство иностранных дел, сославшись на преклонный возраст (министром стал князь А. Б. Лобанов-Ростовский). Принимал участие в англо-русских переговорах 1898 г. по вопросам Дальнего Востока. Представлял Россию на 1-й Гаагской мирной конференции (6 мая — 17 июля 1899 года) — президент конференции.
Член Государственного совета с 30 августа 1902 года; с содержанием 18 тысяч рублей в год; 21 сентября 1902 года разрешено проживать в России и за границей и присутствовать в совете, когда здоровье позволит быть в Санкт-Петербурге. Скончался 9 февраля 1907 года, а уже 22 февраля 1907 года вдове была назначена пенсия 8000 рублей в год.

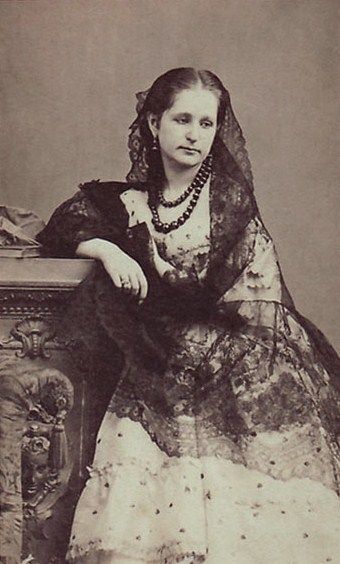
Софья Михайловна, жена

## Семья
Жена (с 1866 года) — княжна Софья Михайловна Горчакова (1835—1917), фрейлина двора (16.06.1855), дочь князя Михаила Дмитриевича Горчакова (1792—1861) от брака с Агафоклеей Николаевной Бахметевой (1802—1888). В молодости княжна Софья была разборчивой невестой, среди её женихов был Мезенцов, но и его она упустила. Барон Стааль был не прочь жениться на ней ещё в 1858 году, но она как дочь наместника царства Польского отвергла его искания, называя его розовым (за рыжий цвет волос), и вышла за него замуж уже довольно зрелой девой. По отзыву современников, 
она была некрасива, но остроумна и оригинальна. Будучи женщиной очень любезной, она всегда старалась обворожить собеседника, но не ласковостью, а неожиданностью оборотов своей извилистой манерой вести беседу; и кое-когда, очень редко, в этой всегда интересной беседе чувствовалась слегка прикрытая шпилька, припасенная на случай. К ней прекрасно шло французское выражение «bel esprit» (остроумный человек). В 1884 году была награждена орденом Св. Екатерины меньшого креста. Скончалась 3 мая 1917 года в Петрограде, похоронена в Царском Селе на Казанском кладбище. Дочь:
- Агафоклея (1867—1917), в 1900 году вышла замуж за графа А. А. Орлова-Давыдова, состоявшего позже в гражданском браке с известной исполнительницей романсов Марией Пуаре.

## Награды и почётные звания

### Награды Российской империи
- 8 Мая 1854 орден Святой Анны 3 степени;
- в феврале 1856 светло-бронзовая медаль «За защиту Севастополя»;
- тёмно-бронзовой медаль «В память войны 1853—1856»;
- 27 сентября 1857 орден Святого Станислава 2 степени;
- 17 апреля 1860 орден Святой Анны 2 степени;
- 04 апреля 1865 орден Святого Владимира 3 степени;
- 20 апреля 1869 орден Святого Станислава 1 степени;
- 17 апреля 1871 орден Святой Анны 1 степени ;
- 16 апреля 1878 орден Святого Владимира 2 степени;
- 26 апреля 1879 знак Российского Общества Красного Креста;
- 15 мая 1883 Орден Белого орла;
- В 1885 Высочайшая благодарность (за работы по разграничению в Афганистане);
- 9 апреля 1889 орден Святого Александра Невского;
- 25 января 1895 бриллиантовые знаки ордена Святого Александра Невского;
- 26 февраля 1896 серебряная медаль в память царствования Александра III;
- 21 июля Высочайшая благодарность (за участие в Международной мирной конференции в Гааге 1899 года);
- 18 апреля 1899 орден Святого Владимира 1 степени;
- 30 августа 1902 орден Святого апостола Андрея Первозванного.

### Иностранные ордена
- 17 января 1850: орден Нишани-Ифтиккар ;
- 21 мая 1861: офицерский крест греческого ордена Спасителя;
- 27 февраля 1864: орден Меджидие 3 степени;
- 21 октября 1867: орден Меджидие 2 степени;
- 18 июня 1871: орден Меджидие 1 степени;
- 13 марта 1873: большой крест вюртембергского ордена Фридриха;
- 28 апреля 1874: орден Вюртембергской короны 1 степени;
- 22 июля большой крест нассауский орден Золотого льва Нассау;
- 2 мая 1884: орден Святого Михаила 1 степени, баденский орден Бертольда Церингенского и гессен-дармштадтскогий орден Людвига 1 степени ;
- 27 июня 1891: орден Вендской короны 1 степени;
- 23 мая 1894: саксен-альтенбургский орден Эрнестинского дома 1 степени;
- 2 марта 1897: орден Короны государства Бухары;
- 15 июля 1897: болгарский орден Святого Александра 1 степени и британская золотая медаль в память 60-летия царствования королевы Виктории;
- 21 мая: нидерландский орден Нидерландского льва 1 степени ;
- 23 декабря 1899: черногорский орден Князя Даниила I 1 степени;
- 5 октября: большой кавалерский крест британского Викторианского ордена;
- 1 сентября 1903: британская серебряная медаль в память коронования Эдуарда VII.